# 東陽公主
東陽公主（とうようこうしゅ、? - 大足元年8月19日（701年9月25日））は、中国の唐の太宗李世民の九女。

## 経歴
高士廉の子の高履行に降嫁した。龍朔2年（662年）、新城公主が韋正矩の虐待のため突然死した。東陽公主は韋正矩を推薦した責任を問われて、集州に流された。調露2年（680年）、章懐太子李賢との関係を責められて、封号を剥奪された。垂拱4年（688年）6月、巫州に流された。大足元年（701年）、病のため巫州で世を去った。

## 伝記資料
- 『新唐書』巻83 列伝第8「諸帝公主伝」